# الطريق الثوري
الطريق الثوري ، أول رواية للكاتب ريتشارد ييتس، وكان الدور النهائي لجائزة الكتاب الوطني في عام 1962 جنبا إلى جنب مع كاتش 22 وMoviegoer. عندما تم نشرها عن طريق Atlantic-Little، وبراون في 1961، تلقت إشادة من النقاد، وصحيفة نيويورك تايمز استعرضتها قائلة بأنها «متقنة... كتاب رائع ومقلق للغاية.» 
في عام 2005 تم اختياره من قبل تايم بوصفه واحدا من أفضل 100 رواية باللغة الإنكليزية من 1923 إلى الوقت الحاضر.

## العنوان
عندما قابل ديويت هنري وجيفري كلارك ياتس في برنامج وينتر، في 1972 شرح ياتس موضوع العنوان:
| الطريق الثوري | I think I meant it more as an indictment of American life in the 1950s. Because during the Fifties there was a general lust for conformity all over this country, by no means only in the suburbs — a kind of blind, desperate clinging to safety and security at any price, as exemplified politically in the دوايت أيزنهاور administration and the Joe McCarthy witchhunts. Anyway, a great many Americans were deeply disturbed by all that — felt it to be an outright betrayal of our best and bravest revolutionary spirit — and that was the spirit I tried to embody in the character of April Wheeler. I meant the title to suggest that the revolutionary road of 1776 had come to something very much like a dead end in the Fifties. | الطريق الثوري |

ما لم يذكره ياتس أن عنوان الكتاب مستعار من الطريق ثوري فعلي والذي كان يقع بداية على بعد بضعة أمتار من بيت الطفولة في سكاربورو، نيويورك.

## ملخص الرواية
مجموعة في عام 1955، الرواية تركز على آمال وتطلعات فرانك أبريل ويلر، الواثق كونيتيكت عن سكان الضواحي الذين يرون أنفسهم مختلفين جدا عن جيرانهم في عقارات الثوري هيل. في المشهد الافتتاحي، يبدا أبريل كهاوى سيئ للغاية في الإنتاج الدرامي للغابة المتحجرة :

كانت تعمل وحدها، وتتباطا وتتبابوضوح مع كل سطر. قبل نهاية الفصل الأول يتاكد الجمهور كتاكد الممثلين أن يقولوا انها كانت قد فقدت قبضتها، وسرعان ما يكونوا جميعا متاثرين لها. كانت قد بدأت بالتناوب بين إيحاءات مسرحية كاذبة وبيضاء وبين الجمود؛ فقد كان كتفيها مشتبكان عاليا، وعلى الرغم من المكياج الكثير فانك تستطيع أن ترى دفء الإذلال الإنساني في وجهها ورقبتها.

و بعد العرض فان فرانك وأبريل تصارعا بشدة على جانب الطريق السريع.
وسعيا للخروج من وهدة الضواحي، فان أبريل يقنع فرانك أنه ينبغي أن تتحرك إلى باريس، حيث سوف تعمل وتقدم الدعم له في حين أنه يدرك ان طموحه مبهم ليكون شيئا آخر غير عامل مكتب.ووعد فرانس يضع عصابة عن مشاكلهما الزوجية في الوقت الحاضر. وفرانك (الذي تسرد الرواية من وجهة نظره كثيرا) يظن أنه على الرغم من أنها تعبر ظاهريا إلى أبريل، لا يبدو مشجع لفكرة فرانس كما أبريل، والقيام بها للحصول على الحد الأدنى في العمل من دون وضع أي تقرير بديل. أبريل، في المقابل، تقوم باتخاذ خطوات ملموسة لتحقيق هذه الخطوة. عندما تضع طفلهما الثالث، وتخطط لمغادرة أميركا، ليس لأن فرانك يحظى بالإطراء والمديح والثناء من رؤسائه في العمل، وبداية لتحديد وظيفته مع الدنيوية.
أبريل، تطغى عليها نتيجة للحالة، وغير قادرة على التعامل مع الذين يعيشون على الطريق الثوري لفترة غير محددة، ومحاولات لإفشال ذات طفلها، وبذلك يتم نقله إلى المستشفى ويموت بسبب فقدان الدم. أما فرانك، الذي تضرر بشدة خلال هذه المحنة، وشعر بالذنب العميق من نتائجها، فقد ترك كقوقعة فارغة لرجل.

## الموضوع
في أكتوبر 1999 مسألة مراجعة بوسطن، نقلت ييتس على موضوعه المركزي: «إذا كان عملي على موضوع معين، فهو موضوع بسيط: أن معظم البشر وحيدون، وهنا تكمن مأساتهم». الإحباط الذي سببه ويلرز والتوق إلى شيء أفضل يمثل البقايا المهلهلة من الحلم الأميركي.

## أهمية أدبية
ستيوارت O'Nan قال في كتابته The Lost World of Richard Yates : كيف لكاتب كتاب Age of Anxiety ان يختفي هكذامن الكتابة"
وليام Styron، الذي كان قدم قراءة للرواية في افتتاح الفصل في جامعة بوسطن، ودعا الطريق الثوري قائلا: «كتاب ماهر، ساخر، جميل يستحق أن تكون كلاسيكي».
و قال عنهكورت فونيغوت بأنه: "غاتسبي العظيم في وقتى... واحد من أفضل الكتب لواحد من أبناء جيلي".
تينيسي وليامز أشاد أيضا بالكتاب قائلا: «هنا هو أكثر من الكتابة الجميلة، وهو إضافة إلى الكتابات الجيدة، ممايجعل من الكتاب كتابا غزيرا ومفعما بالحياة. إذا كان الأمر يحتاج إلى المزيد لتقديم تحفة في الخيال الأمريكي الحديث، وأنا متأكد من أنني لا أعرف ما هو عليه».

## فيلم التكيف
كاتب السيناريو جوستين Haythe اعد الرواية لتصوير فيلم عن طريق Evamere Entertainment(سابقا HartSharp Entertainment) مع بي بي سي فيلمز. الطريق الثوري قد اخرج من قبل سام منديس مخرج فيلم (American Beauty) والذي رشح للأوسكار وتيتانيك النجوم كيت وينسلت وليوناردو دي كابريو، جنبا إلى جنب مع الحائز على جائزة الاوسكار تيتانيك النجم كاثي بيتس. ولقد فتحت في 26 ديسمبر 2008 استعراض عن طريق ديفيد Ansen ، وديفيد Denby ، وتود ماكارثي، وميك لاسال، وجريج وايت، وبيتر ترافرز، و روجر ايبرت وغيرهم من النقاد السينمائيين البارزين.

## وصلات خارجية
- مراجعة للرواية
- Reconsiderations
- مقال عن الرواية والفيلم في «الرئيس الجديد للجمهورية«

قالب:Richard Yates